# Fulcinia exilis
Fulcinia exilis es una especie de mantis de la familia Iridopterygidae.

## Distribución geográfica
Se encuentra en Nueva Guinea.